# Белов, Иван Михайлович (генерал)
Иван Михайлович Белов (11 (24) ноября 1905, Озерецкое, Дмитровский уезд, Московская губерния — 1961, Москва) — советский военачальник, генерал-полковник авиации (18.02.1958). Участник советско-финской и Великой Отечественной войн.

## Биография
Родился 11 (24) ноября 1905 года в селе Озерецком, ныне Сергиево-Посадского района Московской области, в семье крестьянина Михаила Ивановича Белова и его жены Анастасии Николаевны, крещён на следующий день.
В РККА с 1923 года.
В 1926 году принят в члены ВКП(б).
Участник советско-финляндской войны, в 1940 году награждён орденом Красной Звезды.
В Великой Отечественной войне полковник Белов принимает участие с первых дней, начальник штаба ВВС Карельского фронта.
1 декабря 1942 года приказом НКО от 10 ноября 1942 года на базе ВВС Карельского фронта создается 7-я воздушная армия, начальником штаба которой назначен полковник Белов.
На Карельском фронте с хорошей боевой эффективностью проводил воздушную операцию по нейтрализации захваченного немецкими войсками военному аэродрому Алакуртти, с которого осуществлялись налёты на Кандалакшу и Кировскую железную дорогу.  Особое внимание Белов  уделил подготовке разведчиков и организацию разведки. Воздушное фотографирование довел до масштабов фронта.
С января 1943 года полковник, с 30 апреля 1943 года — генерал-майор авиации  Белов — начальник штаба 8-й воздушной армии. За этот период активно участвует  в разгроме окруженной сталинградской группировки врага , а также в освобождении Ростова-на-Дону.
В период наступательных боев по освобождению Донбасса на Южном фронте, на реках Миус и Молочная, начальник штаба Белов обеспечил эффективную боевую работу частей армии в тесном взаимодействии с наземными войсками.
В период проведения Крымской наступательной операции штаб воздушной армии под руководством генерала Белова действовал четко и организованно. Сам же начштаба неотлучно находился на командном пункте, руководя боевой работой авиации.
Принимал участие в планировании боевых действий и руководстве соединениями воздушных армий в Свирско-Петрозаводской и Петсамо-Киркенесской стратегических наступательных операций.
С 12 февраля 1945 года и до конца войны — начальник штаба 1-й воздушной армии. На этой должности опытный штабной авиационный начальник лично разрабатывал план участия авиации армии в операциях наземных войск 3-го Белорусского фронта, которые громили отступающего противника в ходе Восточно-Прусской стратегической наступательной операции. Сумел сколотить четко и бесперебойно работающий коллектив.
После войны  генерал-лейтенант авиации  Белов продолжил службу: в 1946—1949 годах — начальник авиационного факультета Высшей военной академии имени К. Е. Ворошилова, с 1949 года — на ответственных должностях в Генеральном штабе Министерства обороны, последняя должность – заместитель начальника Главного оперативного управления Генштаба.
Умер 5 ноября 1961 года, похоронен в Москве на Новодевичьем кладбище (8-й участок, 14-й ряд, 2 место).

## Воинские звания
- Генерал-майор авиации (30.04.1943)
- Генерал-лейтенант авиации (20.04.1945)
- Генерал-полковник авиации (18.02.1958)

## Награды
СССР
- Два ордена Ленина (29.06.1945, 1948)
- Три ордена Красного Знамени (17.06.1943, 03.11.1944, 03.11.1953)
- Орден Суворова I степени (19.04.1945)
- Орден Кутузова I степени (16.05.1944)
- Орден Кутузова II степени (17.09.1943)
- Орден Красной Звезды (19.05.1940)
- Медаль «За оборону Советского Заполярья»
- Медаль «За Победу над Германией в Великой Отечественной войне 1941-1945 гг.»
- Медаль «За взятие Кенигсберга»
- Медаль «30 лет Советской Армии и Флота»
- Медаль «40 лет Вооруженных Сил СССР»
- Медаль «В память 800-летия Москвы»

Приказы (благодарности) Верховного Главнокомандующего в которых отмечен Белов И. М.
- За овладение городами Пилькаллен, Рагнит и сильными опорными пунктами обороны немцев Шилленен, Лазденен, Куссен, Науйенингкен, Ленгветен, Краупишкен, Бракупенен. 25 апреля 1945 года. № 343
- За овладение в Восточной Пруссии городом Инстербург — важным узлом коммуникаций и мощным укрепленным районом обороны немцев на путях к Кенигсбергу. 2 января 1945 года. № 240
- За овладение городами Вормдитт и Мельзак — важными узлами коммуникаций и сильными опорными пунктами обороны немцев. 17 февраля 1945 года. № 282
- За овладение городом Хайлигенбайль — последним опорным пунктом обороны немцев на побережье залива Фриш-Гаф, юго-западнее Кенигсберга. 25 марта 1945 года. № 309
- За завершение ликвидации окруженной восточно-прусской группы немецких войск юго-западнее Кенигсберга. 29 марта 1945 года. № 317
- За овладение крепостью и главным городом Восточной Пруссии Кенигсберг — стратегически важным узлом обороны немцев на Балтийском море. 9 апреля 1945 года. № 333
- За овладение последним опорным пунктом обороны немцев на Земландском полуострове городом и крепостью Пиллау — крупным портом и военно-морской базой немцев на Балтийском море. 25 апреля 1945 года. № 343

Других стран
- Медаль «Китайско-советская дружба» (КНР)[5]